# علي الشرقي (عالم دين)
علي الشرقي ، رجل من علماء الدين والسادة العلوين المعروفين وتقام حول ضريحه مدينة علي الشرقي في محافظة ميسان العراقية.

## سيرته
علي الشجري بن احمد بن محمد بن داود الأمير بن موسى الثاني بن عبد الله الرضي بن موسى الجواد بن عبد الله المحض ابن الحسن المجتبى شهيد يوم الطف بن الحسن السبط بن علي بن ابي طالب، وهو ابن عم الشيخ المعروف عبد القادر الجيلاني ، وقيل ان السيد علي الشجري ويلقب بعلي الشرقي لوجود قبره شرق نهر دجلة حيث كان شيخ عشيرة بني هاشم في زمانه وكان عالما تقيا في زمن الدولة العباسية وقاد الثورة العلوية ضد العباسين وحارب العباسيين واستشهد في هذا المكان وفي كتاب (مواقف المعارف) للشيخ حرز الدين يقول الشيخ حبيب العاملي في نسب الامام الشريف (هو علي بن احمد بن محمد بن داود بن موسى الثاني بن عبد الله الصالح بن موسى الجون بن عبد الله المحض بن الحسن المثنى بن الحسن السبط بن علي بن أبي طالب وهو آخر فروع الشجرة العلوية الفاطمية من الدوحة الزكية وهو أحد الأغصان الباسقة وأبوه احمد بن محمد ويقال له بن داود الأمير وكان الأمير جليلا وأبوه موسى الثاني من الزهاد ويكنى أبا عمر وكان سيدا من رواة الحديث قتل بالسم على يد (سعيد الحاجب) في أيام الخليفة العباسي المعتز وأبوه عبد الله المحض شيخ بني هاشم وابوه موسى الجون عاش إلى أيام الخليفة العباسي هارون الرشيد ومات بسويقه وأمه فاطمة بنت الامام الحسين فهو أول علوي من أبوين علويين ولهذا قيل له المحض، وقتل بالسجن بأمر من الخليفة العباسي المنصور وأبوه الحسن المثنى جريح يوم معركة الطف قتل بالسم من قبل الوليد بن عبد الملك الخليفة الاموي ومر تشييد قبره على مراحل تاريخية وكان كوخا من الطين تحيط به غابة من أشجار الصفصاف السدر واشواك الصريم ويعد مزارا يتوافد عليه الزوار من محافظات العراق ودول الجوار والخليج العربي لكونه معلما دينيا واثريا اكتسبته ناحية علي الشرقي التي سميت باسمه.

## صفحات لها صلة
- علي الشرقي (مدينة): مدينة عراقية.
- علي الشرقي: شاعر عراقي.